# Bucherer-reactie
De Bucherer-reactie is de reversibele conversie van naftol (1) naar naftylamine (2) in de aanwezigheid van ammonia en natriumwaterstofsulfiet:

Het was de Franse scheikundige Lepetit die de omzetting als eerste ontdekte (in 1896), maar de Duitse chemicus Hans Bucherer was degene die - onafhankelijk van Lepetit trouwens - de reversibiliteit ervan ontdekte en het toepassingsgebied in de scheikunde (vooral dan de industrie) goed wist in te schatten. Bucherer publiceerde zijn resultaten in 1904 en het is zijn naam die verbonden werd aan de reactie. Soms wordt er ook naar de reactie verwezen als de Bucherer-Lepetit-reactie, of verkeerdelijk als de Bucherer-Le Petit-reactie.

## Mechanisme
In een eerste stap addeert een proton aan een C-atoom met hoge elektronendichtheid, dus preferentieel C2 of C4 van naftol (1). Dit leidt tot de resonantie gestabiliseerde protonadducten 1a-1e. Dearomatisatie van de eerste ring van het naftaleensysteem kost 25 kcal/mol. Vervolgens kan een bisulfiet-anion adderen aan C3 via 1e. Dit resulteert in de vorming van 3a, dewelke tautomeriseert naar het stabielere 3b (een tetralonsulfonzuur). Hierop volgt een nucleofiele aanval van het amine ter vorming van 4a. Tautomeer 4b zal dan water verliezen om het resonantie gestabiliseerde kation 5a te vormen. Deze verbinding zal een proton verliezen en kan in zowel imine 5b als enamine 5c als omgezet worden (maar beide verbindingen staan in evenwicht). Enamine 5c kan dan nu natriumwaterstofsulfiet elimineren ter vorming van naftylamine 6.

Het reactiemechanisme is hier uitgebeeld als de reactie van een naftol naar een naftylamine, maar het is belangrijk om weten dat de reactie reversibel is. Best kan men de reactie als volgt samenvatten:

De Bucherer-carbazoolsynthese is op een zeer gelijkaardig mechanisme gefundeerd.